# مشروع توطين اللاجئين الفلسطينيين في لبنان
مشروع توطين اللاجئين الفلسطينيين في لبنان، هو أحد مشروعات التوطين المقترحة لتوطين اللاجئين الفلسطينيين في بلدان اللجوء، والذين تم تهجيرهم من فلسطين بدءاً من موجات الهجرة التي أعقبت حرب 1948، وحرب 1967 حتى الوقت الحالي.

## خلفية
منذ عام 1948 وضع أكثر من 50 مشروع للتوطين، بمشاركة عربية وفلسطينية أحياناً، وبأسماء وعناوين مختلفة. أما القرار الأممي رقم 194 الذي ينص على عودة اللاجئين فقد تحول إلى مادة تفاوض تحت عنوان «تعويض المتضررين».

## مشروع التوطين في لبنان
قدمت المحامية الأمريكية من أصل روسي دونا آرتست بحضور مساعد وزير الخارجية الأمريكي السابق ريتشارد مرفي دراسة في يناير 1997 أمام لجنة الشؤون الخارجية في الكونغرس. وطرحت آرزت اقتراحات تشمل توطين الفلسطينيين حيث يتواجدون، وعلى لبنان توطين نحو 75 ألف فلسطيني. مع منح كل فلسطيني أينما كان جوازا يتيح له زيارة دولة فلسطين التي ستقام مستقبلا.

## ردود الفعل
في سبتمبر 2017، تحدث الرئيس الأمريكي دونالد ترمب في الأمم المتحدة عن وضع اللاجئيين الفلسطينيين والسوريين، والذي فُهم على أنه دعوة للتوطين.
وفيما يخص رد المسئولين اللبنانيين على هذا التلميح، أبدى رئيس مجلس النواب نبيه بري، في معرض الرد على ما طرحه ترمب لجهة قوله: «ندعم إعادة توطين اللاجئين في أقرب مكان من بلادهم»: «باسم النواب وبالتأكيد على مقدمة الدستور اللبناني، نرفض كل أشكال التوطين»، مشيرا إلى «أن المجلس اتخذ توصيات عدة في شأن التوطين، وتلا الفقرة (ط) من مقدمة الدستور التي تؤكد (أن لبنان وطن نهائي)»، مضيفا: «مقدمة الدستور هي أهم من الدستور نفسه»، معتبرا أنه «لا يمكن مواجهة ما ورد على لسان ترمب بالمزاح».
من جهته، قال رئيس الحكومة سعد الحريري: «لا أحد يطرح موضوع التوطين في لبنان»، مضيفا: «الكل يعرف موقفنا الرافض لهذا الأمر»، مشيرا إلى أن الكلام في الأمم المتحدة هو موقف سياسي لا يلزمنا. بدوره رد وزير الخارجية جبران باسيل عبر «تويتر» قائلا: «قال ترمب إنه بتكلفة توطين نازح في الولايات المتحدة يمكننا مساعدة عشرة في منطقتهم. أنا أقول يمكننا مساعدة مائة».

## أوضاع اللاجئين في لبنان
نظرت إلى هؤلاء المهاجرين والغالبية منهم من المسلمين على أنهم تهديد للتوازن الديني الدقيق بين المسيحيين والمسلمين في لبنان رغم أنهم يشكلون 10% فقط من الشعب اللبناني (وليسوا 50% مثل الحالة في الأردن في وقت من الأوقات) ذلك لأنه في سوريا – الأردن فإن المهاجرين الفلسطينيين قدموا على مجتمعات متجانسة دينيا (إسلامية) أساسا أما في لبنان فإن الموقف بالغ الحرج رغم أن من اللاجئين مسيحيو الديانة.
وقد تأثر مجتمع اللاجئين في لبنان بالأوضاع السياسية السائدة في لبنان والصراعات الطائفية والدينية فيه منذ عام 1970، وفي 6 يوليو 1972 قام آريل شارون بغزو لبنان، ولقد أضافت الحرب الأهلية ما بين 1976 حتى 1991 (15 عام) إلى معاناة إنسانية صعبة وسببت تهجيرا ولجوءا للفلسطينيين واللبنانيين على حد سوء لمغادرة لبنان.
ويعتبر الفلسطينيين في لبنان – قانونياً – أجانب، ومن 1969 – 1987 كانوا خاضعين لاتفاق القاهرة، ولكن الغالبية العظمى من الفلسطينيين في لبنان يعدون فاقدوا الجنسية، وعندما كان كميل شمعون رئيسا لجمهورية لبنان فيما بين 1952-1958 قد منح كثيرا من اللاجئين الفلسطينيين المسيحيين الأغنياء الجنسية اللبنانية وذلك لإبقاء التوازن الإسلامي المسيحي في البلد.
ويعد الفلسطينيون في لبنان أجانب في كل مناحي الحياة:(الملكية، العمل الضرائب، الخ) وعلى الراغبين منهم في العمل في أي مهنة كأطباء أو صيادلة أو محاميين أو الصحاب أعملا فغن عليهم الحصول على تصريح من (وزارة الاقتصاد الوطني) ومن الصعب جدا على أي فلسطيني في لبنان أن يحصل على عمل قانوني خارج المعسكرات. (هناك نحوا من 75 وظيفية محظور عليهم العمل فيها).
وفي لبنان كما هو الحال في مصر وسوريا والعراق فإن للفلسطينيين الحق في الحصول على الوثيقة التي أقرتها الجامعة العربية للاجئين الفلسطينيين في الدول العربية وذلك بخلاف الأردن التي أعطتهم جوازات سفر أردني لمد عامين.
ويحصل الفلسطينيين في لبنان على ثلاث أنواع من الوثائق:
- المدرجين في كشوف (UNRWA) كلاجئين مسجلين يحصلون على وثيقة صالحة لمدة عام واحد يتم تجديدها لمدة ثلاثة مرات (أي بصلاحية كلية لمدة 4 سنوات).
- اللاجئين غير المسجلين مع (UNRWA) لكن المسجلين مع جمعيات الصليب الأحمر الدولي عام 1948 يمنحون وثيقة سفر مثل السابقة تماما لكن مختومة بخاتم صالحة للعودة (AVEC RETURE).
- الفلسطينيين غير المسجلين لدى (UNRWA) ولا جمعيات الصليب الأحمر فإنهم يمنحون وثائق سفر صالحة فقط لمدة ثلاث شهور مختومة بخاتم غير صالحة للعودة (SAN RETURE) وعقب الغزو الإسرائيلي عام 1982 فإن السلطات اللبنانية امتنعت كلية عن تجديد وثائق السفر حتى تم تدخل الأونروا وكذلك تدخلت وكالة اللاجئين الدولية العامة: (UNITED NATIONAS HIGH COMMISSIONER FOR REFUGEES) حتى عاد الأمر روتينيا بالتجديد.